# Жариково (Приморский край)
Жа́риково — село в Пограничном районе Приморского края России. Административный центр Жариковского сельского поселения.

## История
Одно из старейших сёл в районе. Среди первых переселенцев, прибывших в 1863 году в соседний Ханкайский район, были несколько семей старообрядцев: семьи Акима, Епифана и Семена Жариковых, а также Григория и Никифора Жариковых. Позднее Жариковы в 1874 году в 28 верстах от деревни Астраханки основали выселок — будущее село Жариково. Крестьяне сеяли пшеницу, овес, ячмень, просо, горох, гречиху, картофель, занимались огородничеством. В 1891 году была построена деревянная церковь и хлебозапасный магазин. В селе развивалось земледелие, скотоводство, пчеловодство и рыболовство. Коровы молочной породы были привезены из Самары, пчел приобрели в 1896 году в селе Черниговка. После революции 1917 года многие жители участвовали в гражданской войне на стороне большевиков. В 1930-е годы в селе был организован колхоз «Дальний Восток», построен свой пивзавод и молокозавод.

## Население
| 1900 | 1912  | 1915  | 1926  | 2002  | 2010  |
| ---- | ----- | ----- | ----- | ----- | ----- |
| 1277 | ↗2180 | ↗2354 | ↗2474 | ↘1523 | ↘1167 |

## Инфраструктура
В селе имеются школа, участковая больница, клуб, детский сад, дорожный участок, подразделение лесхоза. Самое крупное поголовье скота и свиней, сеется много зерновых культур, сои и кукурузы. Действует ОАО «Жариковское», одно из ведущих СХПК Приморского края.

## Известные уроженцы
- Храпатый, Николай Григорьевич (1940—1992) — советский и российский гидротехник, ректор Дальневосточного политехнического института.